# Cynthia Uwak
Cynthia Uwak (sinh ngày 15 tháng 7 năm 1986 tại Akwa Ibom) là một tiền đạo bóng đá người Nigeria hiện đang chơi cho  Åland United tại Naisten Liiga ở Phần Lan.

## Cuộc đời
Trải nghiệm lần chơi bóng đá đầu tiên của Cynthia Uwak là khi cô muốn chống lại các chàng trai trên đường phố ở quê hương cô. Cô được mẹ cô ủng hộ để theo đuổi sự nghiệp bóng đá, và có thể kết hợp giữa việc chơi vầ việc học trung học của cô.

## Sự nghiệp bóng đá

### Chơi cho câu lạc bộ
Cynthia Uwak bắt đầu sự nghiệp câu lạc bộ của mình với câu lạc bộ KMF phụ nữ Phần Lan, và đã dành phần lớn sự nghiệp câu lạc bộ của mình ở Scandinavia ngoại trừ một thời gian ở Pháp và Đức. Cô là một phần của đội Olympique Lyonnais đã giành chức vô địch Division 1 Féminine ở Pháp năm 2009. Sau khi chuyển sang Aland United, cô đã giành thêm danh hiệu Naisten Liiga vào năm 2013, và là cầu thủ ghi bàn hàng đầu trong đội.

### Quốc tế
Cô cũng là thành viên của đội tuyển bóng đá quốc gia Nigeria. Uwak thi đấu tại Thế vận hội mùa hè 2008  và World Cup nữ 2017 của FIFA.
Cô đã bỏ lỡ việc tham gia cho giải vô địch bóng đá nữ châu Phi năm 2010 tại Nam Phi sau một chấn thương. Huấn luyện viên Eucharia Uche đã phát biểu tại thời điểm đó rằng điều này sẽ không tự động có nghĩa là cô ấy sẽ được rời khỏi đội hình cho World Cup nữ 2011 của FIFA trong năm sau. Tuy nhiên, khi đội hình World Cup được công bố, Uwak đã không được liệt kê. Không có lý do cụ thể được đưa ra cho sự thiếu sót của cô, với một tuyên bố chung nói "HLV đã khắc khe chọn ra những cầu thủ có khả năng làm đất nước tự hào tại World Cup ở Đức".
Cô được xem là đã trở lại đội tuyển quốc gia bởi huấn luyện viên Florence Omagbemi vào năm 2016 và tham gia thi đấu tại Cúp bóng đá nữ châu Phi ở Cameroon.

## Đời tư
Uwak trước đây đã lên tiếng chống lại quan niệm rằng tất cả phụ nữ tham gia vào bóng đá đều là đồng tính nữ; "nói rằng các cầu thủ nữ là đồng tính nữ là khá thảm hại. Bạn không thể khẳng định người khác như thế nào khi dựa trên giả định."